# Melanzana (emoji)
La melanzana (🍆) è un'emoji raffigurante una melanzana di colore viola inclinata diagonalmente. A causa del suo aspetto fallico, il simbolo viene spesso usato durante il sexting per alludere ai genitali maschili.

## Storia
L'emoji della melanzana risale al 2010, ed era originariamente inclusa nei set di emoji che appartenevano a SoftBank Mobile e Au. Nel 2010 la melanzana venne approvata come parte di Unicode 6.0. A partire dal 2015, l'emoji è inclusa nello standard tecnico Unicode per le emoji (UTS #51).

## Utilizzo e impatto culturale
La melanzana è comunemente usata, specie nei Paesi anglosassoni, per rappresentare un pene durante i sexting. In tali frangenti, viene adottata insieme alla pesca, che fa invece riferimento ai glutei e i genitali femminili. Su Twitter il simbolo virtuale veniva già usato in chiave allusiva nel 2011. Durante la metà del decennio, alcune riviste online sottolinearono che l'immagine fosse stata trasformata in simbolo fallico, perdendo così i suoi connotati "innocui". Nel 2016, l'American Dialect Society considerò la melanzana l'emoji "più rilevante" per via del significato erotico a cui viene spesso ricondotta. L'ortaggio è stato più volte citato nella cultura di massa.